# Puchar Świata w snowboardzie 2006/2007
Puchar Świata w snowboardzie w sezonie 2006/2007 to 13. edycja tej imprezy. Cykl rozpoczął się 13 października 2006 roku w holenderskim Landgraaf. Ostatnie zawody sezonu odbyły się natomiast 18 marca 2007 roku w kanadyjskim Stoneham. Zawody rozgrywano w pięciu konkurencjach: slalom równoległy, gigant równoległy, snowcross, halfpipe i big air (tylko mężczyźni). Dla giganta równoległego i slalomu równoległego prowadzono wspólną klasyfikację - PAR. 
Puchar Świata rozegrany został w 10 krajach i 17 miastach na 3 kontynentach. Najwięcej konkursów (5) rozegranych zostało w Kanadzie.

## Konkurencje
- slalom równoległy (PSL)
- gigant równoległy (PGS)
- snowcross
- halfpipe
- big air

## Mężczyźni

### Kalendarz i wyniki
| Lp  | Data                  | Miejsce                | Konkurencja                               | Zwycięzca                                 | 2. miejsce                                | 3. miejsce                                |
| 1.  | 13 października 2006  | Landgraaf              | PSL                                       | Siegfried Grabner                         | Simon Schoch                              | Marc Iselin                               |
| 2.  | 22 października 2006  | Sölden                 | PGS                                       | Simon Schoch                              | Rok Flander                               | Philipp Schoch                            |
| 3.  | 11 listopada 2006     | Sztokholm              | Big Air                                   | Matevž Petek                              | Peetu Piiroinen                           | Risto Mattila                             |
| 4.  | 23 listopada 2006     | Saas-Fee               | Halfpipe                                  | Scotty Lago                               | Markus Malin                              | Daisuke Murakami                          |
| 5.  | 25 listopada 2006     | Saas-Fee               | Halfpipe                                  | Zawody Odwołane                           | Zawody Odwołane                           | Zawody Odwołane                           |
| 6.  | 13 grudnia 2006       | San Vigilio di Marebbe | PGS                                       | Rok Flander                               | Siegfried Grabner                         | Simon Schoch                              |
| 7.  | 20 grudnia 2006       | Badgastein             | PSL                                       | Siegfried Grabner                         | Simon Schoch                              | Philipp Schoch                            |
| 8.  | 21 grudnia 2006       | Badgastein             | PSL                                       | Simon Schoch                              | Roland Haldi                              | Jasey-Jay Anderson                        |
| 9.  | 6 stycznia 2007       | Graz                   | Big Air                                   | Peetu Piiroinen                           | Hubert Fill                               | Benedikt Nadig                            |
| MŚ  | 14 - 20 stycznia 2007 | Arosa                  | 7. Mistrzostwa Świata w Snowboardzie 2007 | 7. Mistrzostwa Świata w Snowboardzie 2007 | 7. Mistrzostwa Świata w Snowboardzie 2007 | 7. Mistrzostwa Świata w Snowboardzie 2007 |
| 10. | 28 stycznia 2007      | Nendaz                 | PSL                                       | Philipp Schoch                            | Mathieu Bozzetto                          | Matthew Morison                           |
| 11. | 2 lutego 2007         | Bardonecchia           | PGS                                       | Roland Haldi                              | Nicolas Huet                              | Heinz Inniger                             |
| 12. | 3 lutego 2007         | Bardonecchia           | Halfpipe                                  | Peetu Piiroinen                           | Janne Korpi                               | Xaver Hoffmann                            |
| 13. | 4 lutego 2007         | Turyn                  | Big Air                                   | Janne Korpi                               | Jaakko Ruha                               | Stefan Gimpl                              |
| 14. | 9 lutego 2007         | Szukołowo              | PSL                                       | Marc Iselin                               | Matthew Morison                           | Rok Flander                               |
| 15. | 10 lutego 2007        | Moskwa                 | Big Air                                   | Peetu Piiroinen                           | Jaakko Ruha                               | Matevž Petek                              |
| 16. | 16 lutego 2007        | Furano                 | PGS                                       | Matthew Morison                           | Simon Schoch                              | Rok Marguč                                |
| 17. | 17 lutego 2007        | Furano                 | Snowcross                                 | Drew Neilson                              | Nate Holland                              | Simon Bonenfant                           |
| 18. | 18 lutego 2007        | Furano                 | Halfpipe                                  | Ryō Aono                                  | Kōhei Kudō                                | Kazuhiro Kokubo                           |
| 19. | 24 lutego 2007        | Sungwoo                | Halfpipe                                  | Jeff Batchelor                            | Dolf van der Wal                          | Andrew Burton                             |
| 20. | 25 lutego 2007        | Sungwoo                | PGS                                       | Jasey-Jay Anderson                        | Andreas Prommegger                        | Mathieu Bozzetto                          |
| 21. | 2 marca 2007          | Calgary                | Halfpipe                                  | Ryō Aono                                  | Kōhei Kudō                                | Rolf Feldmann                             |
| 22. | 3 marca 2007          | Calgary                | Halfpipe                                  | Ryō Aono                                  | Dylan Bidez                               | Brad Martin                               |
| 23. | 8 marca 2007          | Lake Placid            | Snowcross                                 | Drew Neilson                              | Nate Holland                              | Simone Malusa                             |
| 24. | 10 marca 2007         | Lake Placid            | Halfpipe                                  | Steven Fisher                             | Tommy Czeschin                            | Elijah Teter                              |
| 25. | 11 marca 2007         | Lake Placid            | Snowcross                                 | Drew Neilson                              | Nate Holland                              | David Speiser                             |
| 26. | 16 marca 2007         | Stoneham               | PGS                                       | Heinz Inniger                             | Siegfried Grabner                         | Marc Iselin                               |
| 27. | 17 marca 2007         | Stoneham               | Snowcross                                 | Pierre Vaultier                           | Nick Baumgartner                          | Drew Neilson                              |
| 28. | 18 marca 2007         | Stoneham               | Halfpipe                                  | Daniel Friberg                            | Ryō Aono                                  | Brendan Davis                             |

### Klasyfikacje
| Lp.   | Zawodnik             | Punkty |
| ----- | -------------------- | ------ |
| 1.    | Simon Schoch         | 7080   |
| 2.    | Siegfried Grabner    | 5640   |
| 3.    | Peetu Piiroinen      | 5200   |
| 4.    | Rok Flander          | 4720   |
| 5.    | Roland Haldi         | 4230   |
| 6.    | Ryō Aono             | 4000   |
| 7.    | Mathieu Bozzetto     | 3830   |
| 8.    | Heinz Inniger        | 3736   |
| 9.    | Marc Iselin          | 3660   |
| 10.   | Matthew Morison      | 3615   |
| . . . |                      |        |
| 105.  | Michał Ligocki       | 554    |
| 226.  | Mateusz Ligocki      | 79     |
| 241.  | Przemysław Buczyński | 52     |
| 251.  | Łukasz Hoły          | 37     |
| 274.  | Marek Sąsiadek       | 20     |

| Lp.   | Zawodnik             | Punkty |
| ----- | -------------------- | ------ |
| 1.    | Simon Schoch         | 7080   |
| 2.    | Siegfried Grabner    | 5640   |
| 3.    | Rok Flander          | 4720   |
| 4.    | Roland Haldi         | 4230   |
| 5.    | Mathieu Bozzetto     | 3830   |
| 6.    | Heinz Inniger        | 3736   |
| 7.    | Marc Iselin          | 3660   |
| 8.    | Matthew Morison      | 3615   |
| 9.    | Andreas Prommegger   | 3250   |
| 10.   | Jasey-Jay Anderson   | 2938   |
| . . . |                      |        |
| 61.   | Przemysław Buczyński | 52     |
| 65.   | Łukasz Hoły          | 37     |

| Lp.   | Zawodnik             | Punkty |
| ----- | -------------------- | ------ |
| 1.    | Drew Neilson         | 3600   |
| 2.    | Nate Holland         | 2426   |
| 3.    | Pierre Vaultier      | 1700   |
| 4.    | David Speiser        | 1300   |
| 5.    | Nick Baumgartner     | 1264   |
| 6.    | Ludovic Guillot-Diat | 1118   |
| 7.    | Markus Schairer      | 1110   |
| 8.    | François Boivin      | 1040   |
| 9.    | Damon Hayler         | 980    |
| 10.   | Marco Huser          | 930    |
| . . . |                      |        |
| 49.   | Mateusz Ligocki      | 60     |

| Lp.   | Zawodnik         | Punkty |
| ----- | ---------------- | ------ |
| 1.    | Ryō Aono         | 4000   |
| 2.    | Kōhei Kudō       | 2410   |
| 3.    | Dolf van der Wal | 2067   |
| 4.    | Andrew Burton    | 2010   |
| 5.    | Peetu Piiroinen  | 1900   |
| 6.    | Jeff Batchelor   | 1820   |
| 7.    | Brad Martin      | 1720   |
| 8.    | Daniel Friberg   | 1635   |
| 9.    | Rolf Feldmann    | 1630   |
| 10.   | Xaver Hoffmann   | 1540   |
| . . . |                  |        |
| 36.   | Michał Ligocki   | 554    |
| 84.   | Marek Sąsiadek   | 20     |

| Lp.   | Zawodnik        | Punkty |
| ----- | --------------- | ------ |
| 1.    | Peetu Piiroinen | 3300   |
| 2.    | Matevž Petek    | 2200   |
| 3.    | Jaakko Ruha     | 1980   |
| 4.    | Stefan Gimpl    | 1740   |
| 5.    | Hubert Fill     | 1329   |
| 6.    | Benedikt Nadig  | 1136   |
| 7.    | Florian Mausser | 1068   |
| 8.    | Janne Korpi     | 1050   |
| 9.    | Stefan Falkeis  | 856    |
| 10.   | Ville Uotila    | 810    |
| . . . |                 |        |
| 79.   | Mateusz Ligocki | 19     |

## Kobiety

### Kalendarz i wyniki
| Lp  | Data                  | Miejsce                | Konkurencja                               | Zwyciężczyni                              | 2. miejsce                                | 3. miejsce                                |
| 1.  | 13 października 2006  | Landgraaf              | PSL                                       | Amelie Kober                              | Marion Kreiner                            | Heidi Neururer                            |
| 2.  | 21 października 2006  | Sölden                 | PGS                                       | Fränzi Mägert-Kohli                       | Doresia Krings                            | Marion Kreiner                            |
| 3.  | 23 listopada 2006     | Saas-Fee               | Halfpipe                                  | Gretchen Bleiler                          | Sōko Yamaoka                              | Manuela Pesko                             |
| 4.  | 25 listopada 2006     | Saas-Fee               | Halfpipe                                  | Zawody Odwołane                           | Zawody Odwołane                           | Zawody Odwołane                           |
| 5.  | 13 grudnia 2006       | San Vigilio di Marebbe | PGS                                       | Isabella Dal Balcon                       | Jekatierina Tudiegieszewa                 | Isabella Laböck                           |
| 6.  | 20 grudnia 2006       | Badgastein             | PSL                                       | Jekatierina Tudiegieszewa                 | Doresia Krings                            | Heidi Neururer                            |
| 7.  | 21 grudnia 2006       | Badgastein             | PSL                                       | Doresia Krings                            | Heidi Neururer                            | Julie Pomagalski                          |
| MŚ  | 14 - 20 stycznia 2007 | Arosa                  | 7. Mistrzostwa Świata w Snowboardzie 2007 | 7. Mistrzostwa Świata w Snowboardzie 2007 | 7. Mistrzostwa Świata w Snowboardzie 2007 | 7. Mistrzostwa Świata w Snowboardzie 2007 |
| 8.  | 28 stycznia 2007      | Nendaz                 | PSL                                       | Selina Jörg                               | Heidi Neururer                            | Doresia Krings                            |
| 9.  | 2 lutego 2007         | Bardonecchia           | PGS                                       | Fränzi Mägert-Kohli                       | Heidi Neururer                            | Doresia Krings                            |
| 10. | 3 lutego 2007         | Bardonecchia           | Halfpipe                                  | Manuela Pesko                             | Holly Crawford                            | Paulina Ligocka                           |
| 11. | 9 lutego 2007         | Szukołowo              | SPL                                       | Heidi Neururer                            | Doresia Krings                            | Isabella Laböck                           |
| 12. | 16 lutego 2007        | Furano                 | PGS                                       | Isabella Dal Balcon                       | Fränzi Mägert-Kohli                       | Aleksandra Żekowa                         |
| 13. | 17 lutego 2007        | Furano                 | Snowcross                                 | Maëlle Ricker                             | Lindsey Jacobellis                        | Callan Chythlook-Sifsof                   |
| 14. | 18 lutego 2007        | Furano                 | Halfpipe                                  | Holly Crawford                            | Sōko Yamaoka                              | Shiho Nakashima                           |
| 15. | 24 lutego 2007        | Sungwoo                | Halfpipe                                  | Paulina Ligocka                           | Lee Mi-yeon                               | Kim Yea-na                                |
| 16. | 25 lutego 2007        | Sungwoo                | PGS                                       | Doresia Krings                            | Fränzi Mägert-Kohli                       | Swietłana Bołdykowa                       |
| 17. | 2 marca 2007          | Calgary                | Halfpipe                                  | Manuela Pesko                             | Liu Jiayu                                 | Holly Crawford                            |
| 18. | 3 marca 2007          | Calgary                | Halfpipe                                  | Manuela Pesko                             | Holly Crawford                            | Liu Jiayu                                 |
| 19. | 8 marca 2007          | Lake Placid            | Snowcross                                 | Lindsey Jacobellis                        | Tanja Frieden                             | Sandra Frei                               |
| 20. | 10 marca 2007         | Lake Placid            | Halfpipe                                  | Gretchen Bleiler                          | Manuela Pesko                             | Holly Crawford                            |
| 21. | 11 marca 2007         | Lake Placid            | Snowcross                                 | Lindsey Jacobellis                        | Aleksandra Żekowa                         | Helene Olafsen                            |
| 22. | 16 marca 2007         | Stoneham               | PGS                                       | Fränzi Mägert-Kohli                       | Claudia Riegler                           | Marion Kreiner                            |
| 23. | 17 marca 2007         | Stoneham               | Snowcross                                 | Helene Olafsen                            | Diane Thermoz Liaudy                      | Tanja Frieden                             |
| 24. | 18 marca 2007         | Stoneham               | Halfpipe                                  | Manuela Pesko                             | Holly Crawford                            | Paulina Ligocka                           |

### Klasyfikacje
| Lp.   | Zawodniczka         | Punkty |
| ----- | ------------------- | ------ |
| 1.    | Doresia Krings      | 7830   |
| 2.    | Heidi Neururer      | 5590   |
| 3.    | Fränzi Mägert-Kohli | 5440   |
| 4.    | Manuela Pesko       | 5400   |
| 5.    | Holly Crawford      | 5050   |
| 6.    | Isabella Dal Balcon | 4410   |
| 7.    | Marion Kreiner      | 4160   |
| 8.    | Paulina Ligocka     | 3950   |
| 9.    | Amelie Kober        | 3700   |
| 10.   | Doris Günther       | 3670   |
| . . . |                     |        |
| 101.  | Karolina Sztokfisz  | 260    |

| Lp.   | Zawodniczka               | Punkty |
| ----- | ------------------------- | ------ |
| 1.    | Doresia Krings            | 6480   |
| 2.    | Heidi Neururer            | 5590   |
| 3.    | Fränzi Mägert-Kohli       | 5440   |
| 4.    | Isabella Dal Balcon       | 4410   |
| 5.    | Marion Kreiner            | 4160   |
| 6.    | Amelie Kober              | 3700   |
| 7.    | Swietłana Bołdykowa       | 3530   |
| 8.    | Jekatierina Tudiegieszewa | 3286   |
| 9.    | Doris Günther             | 3250   |
| 10.   | Isabella Laböck           | 2845   |
| . . . |                           |        |
| 40.   | Karolina Sztokfisz        | 260    |

| Lp. | Zawodniczka             | Punkty |
| --- | ----------------------- | ------ |
| 1.  | Lindsey Jacobellis      | 2800   |
| 2.  | Tanja Frieden           | 2110   |
| 3.  | Maëlle Ricker           | 2080   |
| 4.  | Helene Olafsen          | 1920   |
| 5.  | Diane Thermoz Liaudy    | 1800   |
| 6.  | Aleksandra Żekowa       | 1560   |
| 7.  | Callan Chythlook-Sifsof | 1500   |
| 8.  | Déborah Anthonioz       | 1420   |
| 9.  | Sandra Frei             | 1360   |
| 10. | Doresia Krings          | 1350   |

| Lp. | Zawodniczka      | Punkty |
| --- | ---------------- | ------ |
| 1.  | Manuela Pesko    | 5400   |
| 2.  | Holly Crawford   | 5050   |
| 3.  | Paulina Ligocka  | 3950   |
| 4.  | Sōko Yamaoka     | 2460   |
| 5.  | Gretchen Bleiler | 2000   |
| 6.  | Shiho Nakashima  | 1820   |
| 7.  | Liu Jiayu        | 1760   |
| 8.  | Juliane Bray     | 1530   |
| 9.  | Sarah Conrad     | 1360   |
| 10. | Ursina Haller    | 1290   |